# Матей Красники
Матей Краснич (на хърватски: Matej Krasnić; на албански: Mateu Krasniqi; на латински: Matthaeus Crasnich) е католически духовник от XVIII - XIX век, прелат на Римокатолическата църква.

## Биография
Роден е на 11 януари 1763 година в Призрен, Османската империя. На 8 март 1816 година е назначен, а на 22 септември 1816 година ръкоположен за архиепископ на Скопие. В 1821 година мести седалището на архиепископията от Янево в Призрен.
Остава на катедрата в Скопие до смъртта си на 25 октомври 1827 година.